# 小峰シロ
小峰シロ（こみねしろ）は、2011年に誕生した「財団法人白河観光物産協会」の公認キャラクターである。白河市や白河小峰城に実在する“おとめ桜”と白河の3名所のPR、そして東日本大震災で被災した各地の復興応援が目的である。企画・制作は「小峰シロ製作委員会」が担当。

## 概要
2011年8月28日に白河市立図書館で行われた「おとめ桜の伝説～特別動画上映会～」にて初公開された。
小峰シロはご当地萌えキャラクター初の“変身ヒロイン”であり、「その土地の活気の力」を得て変身するという特徴を持つ。“その土地の活気の力”とはどこの土地(日本各地、海外など)でも変身が可能であるという広い意味を持つ。変身後の姿として現時点では、白河小峰城の「桜花」、南湖公園の「鏡花」、白河の関の「葉花」の3種類が存在している(小説版を除く)。白河に伝わる伝説を元にしつつ、徐々に現実とリンクしていく緻密な構成の昔話風動画「おとめ桜の伝説」は、小峰城の復旧とともに進行していく。

## おとめ桜の伝説
寛永年間に城の大改修を行った際、本丸の石垣が何度も崩壊したため、人柱を立てることになり、人柱にするのはその日、最初に城に来た者ということに決まった。すると、最初に来たのは作事奉行の娘「おとめ」だった。父は必死に「来るな」と手で合図をしたが、逆に「来い」という合図と勘違いしたおとめは人柱にされてしまった。その後、石垣は無事完成し、おとめが埋められた場所には桜の木が植えられ「おとめ桜」と呼ばれるようになったという。

## 登場人物
シロ（しろ）
代々、おとめ桜を寝床にしてきた犬の末裔。なぜ居つくようになったのかは定かではない。本来は真っ白な犬だったのだが、桜の精と融合することで、しっぽと後ろ足の毛が桜柄になり、頭にアホ毛が生えた。
桜の精（さくらのせい）
戊辰戦争で焼け落ちた初代おとめ桜のあとに植えられた“二代目おとめ桜”に宿っている桜の精。誤解されやすいが人柱となった“おとめ”さんとはまったくの無関係である。
小峰 シロ（こみね しろ）
震災からの復興を願う人々の想いの力が、おとめ桜を通じて、シロと桜の精に伝わり変身した姿である。この姿の時には犬のシロが主導権を握っている為、従順な性格で、明るく人当たりが良い。年上の人には可愛がられ、子供たちには良い遊び相手として愛されている。シロの意識を色濃く反映している為、ドジで世間知らずな面がある。最近、「（∪＾ω＾）わんわんお！」という言葉を覚え始めた。誰に教えられたのかは不明である。
古城に舞う桜の剣士「桜花」（‐ おうか）
小峰シロが白河小峰城の桜の精とそこに満ちる活気の力を借りて変身した姿。この姿の時は桜の精が主導権を握っている為、正義感が強く、ハキハキとした性格。ずっと桜の木に宿っていたが、訪れる人々の雑談を聞いていたため、人間に関しての知識に長けており、シロよりも世渡りがうまい。ふと立ち寄ったネットカフェで近代的な文化に触れたことで、すっかりハマってしまい、今の個人的ブームは某ネット掲示板の閲覧。非常に好奇心旺盛である。
湖面に佇む青き詠い手「鏡花」（‐ きょうか）
小峰シロが南湖公園の湖の精とそこに満ちる活気の力を借りて変身した姿。気まぐれな湖の精がシロに力を貸して生まれたのが「鏡花」である。自由奔放で、ボーっとしたり、おしゃべりしたりとなにかと忙しい性格。アウトドア志向で洋服が大好きなため、オシャレな服を探して市内を歩き回るのが趣味。外出の時には、持ち歩きしやすい「南湖だんご」は必需品。
霞に浮かぶ深緑の守人「葉花」（‐ ようか）
小峰シロが白河の関の森の精とそこに満ちる活気の力を借りて変身した姿。森の精の生真面目な性質から、少しお堅い性格である。静かな森で眠っていたため、物事を静かにじっくりと楽しむのが好きで、囲碁や将棋、読書などを嗜む。白河の関は白河駅から離れているため、自転車の乗り方を覚えようとしているが四苦八苦している。
「もののけ」
敵キャラとして、震災や災害などから発生する“負の思念”から生まれ、土地に満ちる“活気の力”を喰らってしまう謎の存在。
闇より導かれし銀髪の女王「妖狐」（‐ ようこ）
長寿の狐が力を持ち、もののけとなった。長い銀髪で眼帯をした美しい女性。生物の生気を吸い取る力がある。鏡花には銀の狐だから「ギンコ、銀子」！とあだ名を付けられてしまう。闇の中にいたときに謎の声が聞こえ、その声の主から力をもらい現世に復活する。小説版で初登場。

## 小説
- 「おとめ桜の伝説 ～小峰シロの物ノ怪事件簿～」（著　くしまちみなと）[3]

一二三書房のライトノベルレーベル「桜ノ杜ぶんこ」から2012年12月5日発行されている。白河市の各所に点在する伝説などを絡めつつ、シリアスなストーリー展開となっている。

## その他
- 2011年12月29日に東京平和島で行われた「秋葉原電気外祭り2011冬in平和島」からオファーを受け、初のブース出展となった[4]。
- 2012年10月13日・14日に東京秋葉原で行われた「地域キャラクター物産観光展in秋葉原 moe1グランプリ」[5]で、全3部門中、キャラクター一般投票部門1位・観光部門1位・お土産部門2位となり、「moe1」の称号を得る[6]。
- 2012年年末、復興応援の意味も込め、日本赤十字社福島県赤十字血液センターにて「小峰シロ献血応援プロジェクト」が開始され[7]、2014年以降もショーの第2章が続けられた。
- 2013年9月5日に発売された、音楽ファイルの演奏に合わせてキャラクターが自動的に踊るAHSによるパソコンソフト『キャラミんStudio』の初期収録キャラクターの一つとなる[8]。
- 2013年9月29日に東京秋葉原で行われた萌酒サミット2013で、人気投票1位となる[9]。